# Emirato di Kano
L'Emirato di Kano era uno stato musulmano nel nord della Nigeria costituito nel 1805 durante la jihad Fulani quando il Sultanato di Kano guidato dai musulmani Hausa fu deposto e sostituito da un nuovo emiro che divenne uno stato vassallo del Califfato di Sokoto . Durante e dopo il periodo coloniale britannico  i poteri dell'emirato furono costantemente ridotti fino a scomparire.